# Borstorf
Borstorf er en kommune i det nordlige Tyskland, beliggende i Amt Breitenfelde under Kreis Herzogtum Lauenburg. Kreis Herzogtum Lauenburg ligger i delstaten Slesvig-Holsten.

## Geografi
Borstorf ligger omkring 7 km vest for Mölln.